# Синдром Нетертона
Синдром Нетертона (СН) — это тяжелое наследственное аутосомно-рецессивное заболевание с вариабельной экспрессивностью, при котором нарушается кератинизация. Впервые заболевание было описано в 1958 году Э.Нетертоном.

## Эпидемиология
Заболевание встречается у женщин с частотой 1:50 000–200 000.

## Патогенез
Ключевым фактором в возникновении синдрома Нетертона является мутация гена SPINK5, кодирующего белок LEKTI, который ингибирует сериновые протеазы эпидермиса. Вследствие дефицита белка LEKTI наступает избыточное чешуйчатое шелушение рогового слоя эпидермиса, которое сопровождается эритематозно-сквамозным процессом.

## Клиническая картина
Основные клинические проявления синдрома Нетертона:
- ихтиозиформная эритродермия характеризуется:
  - диффузной эритемой, занимающей весь кожный покров
  - гиперкератотическими наслоениями, которые наиболее выражены на шее, в крупных складках и сгибах
  - глубокими, болезненными трещинами;
- нарушения в строении волос:
  - перекрученные волосы
  - инвагинирующий и узловатый трихорексис
  - изменение толщины волос
  - тотальная или субтотальная  алопеция
- наличие атопий:
  - бронхиальной астмы
  - крапивницы
  - ангионевротического отека
  - атопического дерматита[2].

## Дифференциальная диагностика
Дифференциальную диагностику следует проводить со следующими заболеваниями:
- врожденная небуллезная ихтиозиформная эритродермия;
- эритродермический псориаз;
- атопический дерматит;
- ламеллярный ихтиоз;
- себорейный дерматит;
- акродерматический энтеропатит.

## Лечение
Лечение синдрома Нетертона в основном симптоматическое. Новорождённым назначают антибиотики, кератолитические, глюкокортикостероидные препараты, ароматические ретиноиды, витамины А, Е, противоаллергические средства.